# قدحيات قديمة
القدحيات القديمة (الاسم العلمي: Archaeocyatha) عبارة عن أصناف منقرضة، لاطئة، بانية للشعاب المياه الدافئة المدارية وشبه المدارية، عاشت في بداية العصر الكامبري. ويُعتقد أن مركز أصل القدحيات القديمة يقع الآن في شرق سيبريا، حيث عـرفت لأول مرة منذ بداية مرحلة التوموتي في الكامبري، منذ 525 مليون سنة مضت. وفي المناطق الأخرى من العالم، ظهرت بعد ذلك بكثير أثناء مرحلة الأتداباني من الكامبري وسرعان ما تنوعت إلى مئات الفصائل. وقد أصبحت أول حيوانات بانية للشعاب على سطح الأرض، كما أنها أحفورة مرجعية للعصر الكامبري السفلى لجميع أرجاء العالم.